# CNT.2
Il CNT II, ridesignato in seguito come CNT.2, fu un idrocorsa (idrovolante da competizione) monomotore biplano a scafo centrale realizzato in due esemplari dall'azienda italiana Cantiere Navale Triestino (CNT) nel 1924 e destinato a partecipare all'edizione del 1925 della Coppa Schneider.
Era caratterizzato da una configurazione a motore spingente.
A causa probabilmente della poca cura nella realizzazione degli scafi, entrambi i velivoli affondarono durante le prove di flottaggio. Benché recuperati ed avviati alle riparazioni, il progetto venne interrotto.